# Скраклі
Скра́клі́ — українська народна спортивна гра (за принципом нагадує городки). Суть гри полягає в тому, що гравці вибивають бучками (палками) з відведеного місця дерев'яні скраклини (цурпалки). Придатний матеріал для інвентаря — липа/бук.
Слово «скраклі» (старіші форми — «краклі», «краглі») походить від пол. kręgle (кеглі). Скраклями також називали деталь ткацького верстата — блочки, на яких підвішували начиння.

## Історія гри
Перші згадки про скраклі зустрічаються в художніх творах першої половини XIX ст. У повісті Григорія Квітки-Основ'яненка «От тобі і скарб» (1836) є згадка про те, що молодь грала у скраклі. Більш детальний опис гри є в повісті М.Гоголя «Вій»: За годину до вечері мало не вся челядь збиралася гуляти в каші або в скраклі, — такі собі кеглі, тільки замість котити, влучають у них довгими палицями, а хто виграє, то має право попоїздити на іншому верхи.
У скраклі грали як і діти, так і більш старші.
Перший науковий опис скраклі зробив етнограф Олександр Терещенко в праці «Быт русского народа» (1848). Він показав варіанти гри у різних місцях. Основним завданням було вибити короткі палки (їх було по 4-6) з «городів» суперника. Черговість кидків могла бути різною. Перемагав той, хто раніше вибивав палки. Переможений перевозив переможця на своїх плечах від одного «города» до іншого.
У наступних етнографічних працях гра була описана більш детально. У скраклі грали як двоє так і командами. Якщо командами, то палку кидали за чергою. Варіантів гри було декілька. Так за одним, щоб не програти, команда, що починала кидати другою, мусила вибити всі скраклі за таку ж саму кількість кидків, що суперники. В іншому варіанті черговість ходу змінювалась після невдалого кидка.
У творі Михайла Русова «Игры детей в Полтавщине» (написана в 1902 році, опублікована в 2008 році) вперше описані фігури в «городах» («пушка», «хата», «башня» та інші).
У 1920-х та в 1930-х роках в Україні було випущено декілька книг з описом гри в скраклі. З часом гра в городки витіснила скраклі.

## Галерея фігур

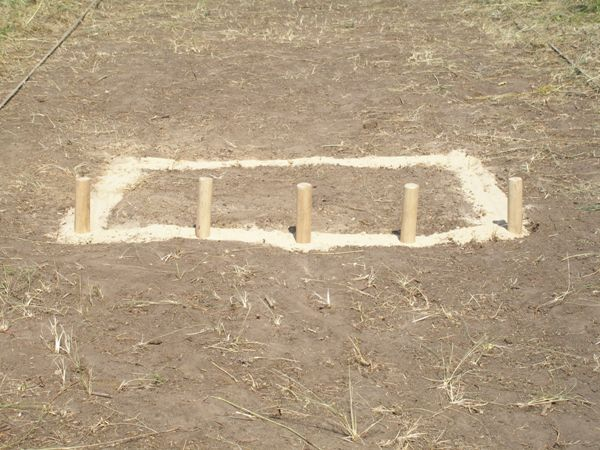
Перша фігура — «Тин»
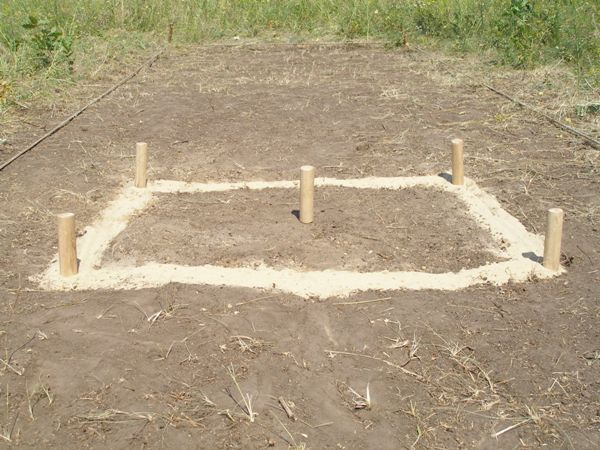
Друга фігура — «Лист»
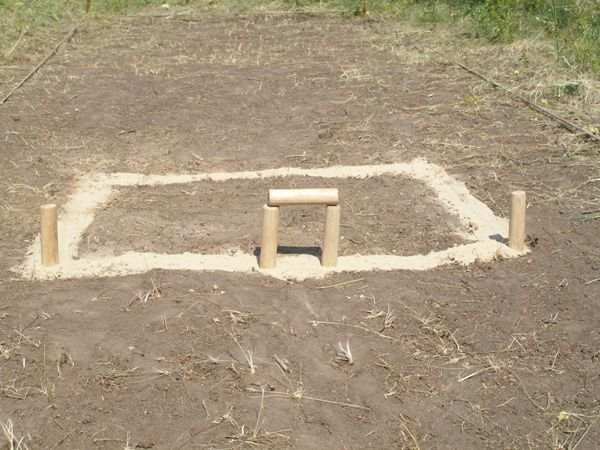
Третя фігура — «Ворота»
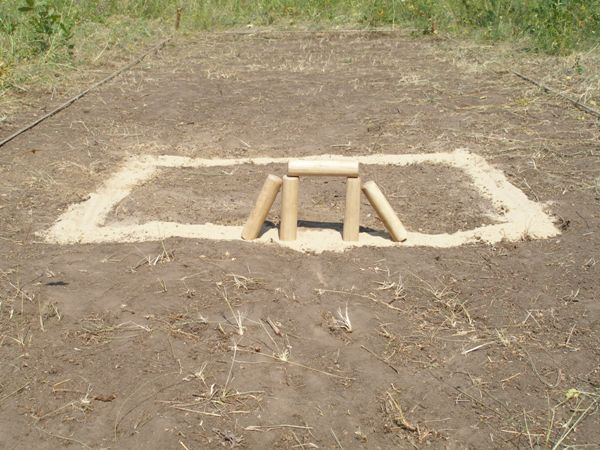
Четверта фігура — «Ворота з підпірками»
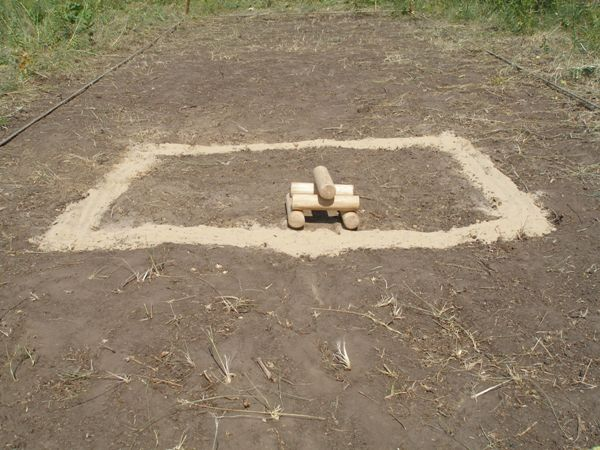
П'ята фігура — «Криниця з корбою»
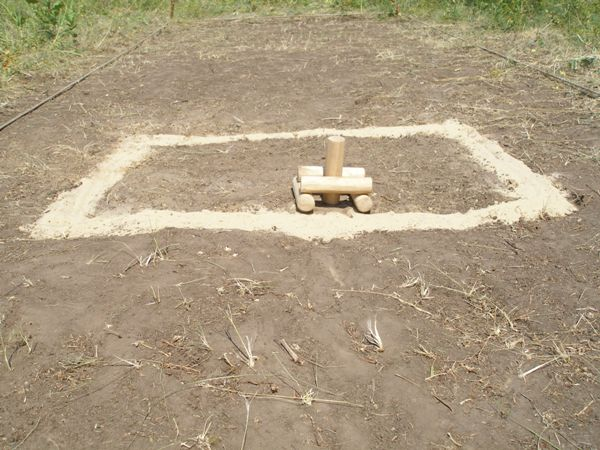
Шоста фігура — «Криниця зі смоком (насосом)»
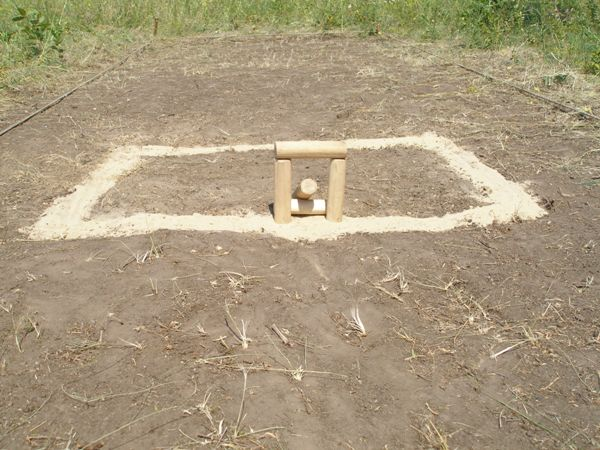
Сьома фігура — «Бабуся у віконечку»
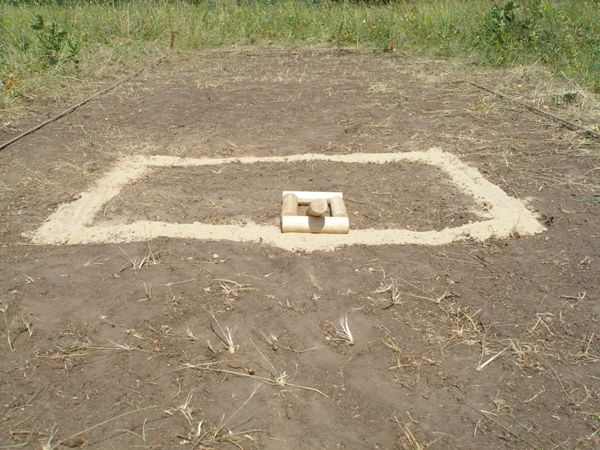
Восьма фігура — «Гармата»
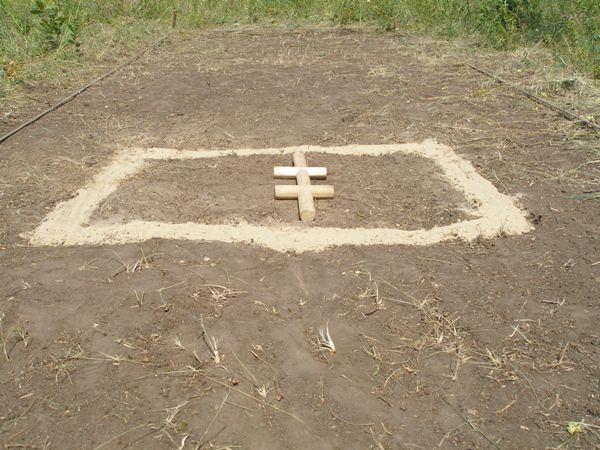
Дев'ята фігура — «Ковбаса вкраїнська»
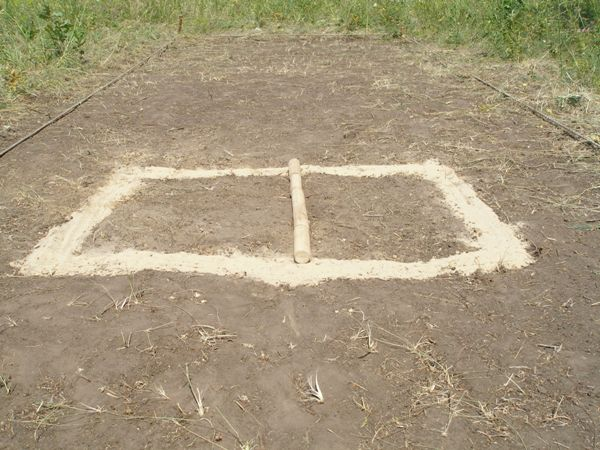
Десята фігура — «Ковбаса страсбурзька»
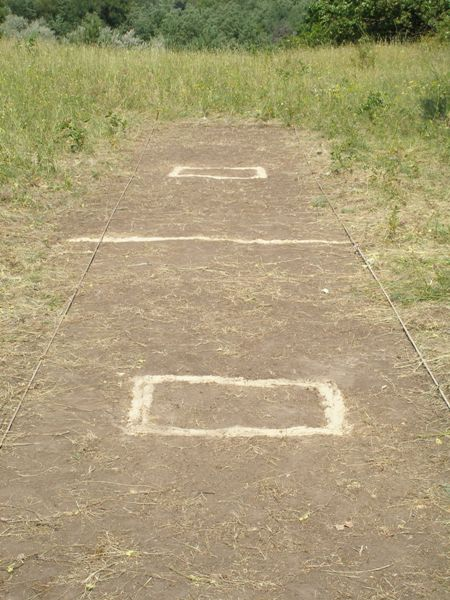
Загальний вигляд майданчика

## У літературі
- Головний герой роману Сергія Жадана Ворошиловград вимушений грати партію в скраклі, щоб вирішувати свої проблеми.